# Lutz Eikelmann
Lutz Eikelmann (* 7. April 1967 in Hagen in Westfalen) ist ein deutscher Jazz-Musiker.

## Leben
Eikelmann erhielt in seiner frühen Jugend Klavierunterricht bei der Musikpädagogin Elisabeth Schimpff. Im Alter von 14 Jahren erwachte sein Interesse an Jazzmusik über Skiffle-Aufnahmen des britischen Popsängers Lonnie Donegan und dessen Jazzaufnahmen mit den Bands von Ken Colyer und Chris Barber aus den frühen 1950er-Jahren.
Zwischen 1982 und 1984 musizierte Lutz Eikelmann in verschiedenen Skiffle-Gruppen und wirkte ab 1983 auch regelmäßig in Männer- und Jugendchören als Pianist und Sänger mit.
Nach Abitur (1987) und Bundeswehr (1987/88) stieg Eikelmann 1989 in die Jazzszene ein, in New Orleans sammelte er Jam-Session-Erfahrungen mit Chris Burke, Wendell Eugene, Ron Simmons und der Olympia Brass Band.
Zurück in Deutschland gründete er 1989 mit der Bear County Jazzband seine erste Jazzgruppe, Vorläuferin der Dixie Slickers. Seit 1993 besteht auch seine immer noch existierende Jazzband Lutzemanns Jatzkapelle.
Lutz Eikelmann arbeitete als freischaffender Künstler bisher mit einer Reihe deutscher Amateur- und Profibands zusammen und kooperierte als Bandleader und Produzent von Aufnahmen und Konzerten mit Jazzmusikern wie Engelbert Wrobel, William Garnett, Fitz Gore, Terry Lightfoot, Henning Langhage, Peter „Banjo“ Meyer, Götz Alsmann, Hawe Schneider, Olivier Franc und Ian Wheeler, des Weiteren auch mit den britischen Skiffle-Künstlern Dickie Bishop, Paul Leegan und Tony Donegan Junior.
Als Berufsmusiker spielt er heutzutage Schlagzeug, Waschbrett, Kontrabass und Sousaphon.

## Diskografie (Auswahl)
- Papa & die Babybande, 1990, Patmos-Verlag/Düsseldorf; mit „Reiner Oeding & die Dixie Slickers“ & Bruno Knust
- Lutz Eikelmann & His Swinging New Orleans Music Dans les rues d´Antibes, 1996; mit Olivier Franc
- Lutzemanns Jatzparade, 1997; mit Lutzemanns Jatzkapelle (LJK)
- Herz im Takt, 1997; Lutzemanns Jatzkapelle.
- Say It With Music, 1999; mit Sonny Morris & Colin Bowden
- Schwarze Augen, 2000, Guthoff Music; mit Reiner Regel, Sean Moyses & Götz Alsmann
- Dickie Bishop Meets Lutz Eikelmann: No Other Baby, 2001, Guthoff Music; mit Sean Moyses & Dickie Bishop
- The July Sessions, 2001, Guthoff Music; mit Sonny Morris, Ian Wheeler, Ray Smith & Dickie Bishop
- St.James In Germany, 2001, Guthoff Music; mit Dixieland Crackerjacks (NL)
- Sonny Morris & Friends in Germany with Lutz Eikelmann, 2002, Upbeat Recordings
- Lutz Eikelmann präsentiert die deutsche Jazzlegende Hawe Schneider, 2002, Guthoff Music
- 10 Jahre Lutzemanns Jatzkapelle: For Collectors Only; 2003. Guthoff Music
- Remembering Lonnie Donegan, 2004, Guthoff Music; u. a. mit Paul Leegan, Tony Donegan Junior, Warren James, Dickie Bishop, 78 Twins, LJK
- 13 Jahre Lutzemann´s Jatzkapelle: Calling My Children Back Home, 2006, Guthoff Music
- Lutzemanns Jatzkapelle: Das Original, 2008, Guthoff Music
- Swinging Germany, 2009, Moon Sound Records
- Alles Skiffle oder? , 2011. Moon Sound Records
- Key To The Highway, 2012. Midnight Train Skiffle Band.
- Lutzemanns Jatzkapelle: Made in Germany 2013, Guthoff Music
- Zeitreise, 2014, Guthoff Music
- Bert Brandsma: Highlights; 2014 (NL).
- Wochenend und Sonnenschein, 2015, Guthoff Music

## Schriften
- Lutzemann´s Jatzkapelle – Alltag & Abenteuer einer „German Jazzband“. Pro Business, Berlin 2008, ISBN 978-3-86805-239-8.
- Begegnungen –  wie der Jazz unsere Herzen gewann (Herausgeber: Klaus Neumeister & Lutz Eikelmann). Sonrrie Verlag, Bad Bramstedt 2011, ISBN 978-3936968194.
- Heriberts Zeitreisen - *Jazzer*Agenten*Zeitreisende*Zukunftsseher'. Pro Business, Berlin 2017, ISBN 978-3-86460-698-4